# Гранат (телескоп)
Міжнародна астрофізична обсерваторія «ГРАНАТ», була радянською (пізніше російською) космічною обсерваторією, розробленою у співпраці з Францією, Данією та Болгарією . Вона була запущена 1 грудня 1989 року на борту ракети-носія «Протон» і розміщена на надзвичайно ексцентричній чотириденній орбіті, три дні з яких були присвячені спостереженням. Пропрацювала майже дев'ять років.
У вересні 1994 року, після майже п'яти років спостережень, запас газу для контролю орієнтації був вичерпаний, і обсерваторія була переведена в режим ненаправленої зйомки. Передача данних остаточно припинилися 27 листопада 1998 року. 
Маючи на борту сім різних інструментів, Гранат був розроблений для спостереження за Всесвітом в діапазоні енергій від рентгенівського до гамма-променів. Його основний інструмент, СІГМА, був здатний знімати зображення джерел як жорсткого рентгенівського, так і м’якого гамма-випромінювання. Інструмент ФЕБУС був призначений для дослідження спалахів гамма-випромінювання та інших перехідних джерел рентгенівського випромінювання. Інші експерименти, такі як АРТ-П, мали на меті отримати зображення джерел рентгенівського випромінювання в діапазоні від 35 до 100 діапазон кеВ. Один інструмент, ВОЧ, був розроблений для постійного спостереження за небом і сповіщення інших приладів про нові чи цікаві джерела рентгенівського випромінювання. Спектрометр АРТ-С охоплював діапазон енергії рентгенівського випромінювання, тоді як експерименти КОНУС-Б і ТУРНЕЗОЛ охоплювали як рентгенівський, так і гамма-спектр.

## Космічний апарат
«Гранат» був трьохосьовим стабілізованим космічним кораблем і останнім автобусом 4МВ виробництва НВО ім. Лавочкіна . Це було схоже на обсерваторію Астрон, яка працювала з 1983 по 1989 рік; з цієї причини космічний корабель спочатку був відомий як Astron 2. Він важив 4,4 метричні тонни і перевозив майже 2,3 метричні тонни міжнародних наукових приладів. Гранат стояв 6,5 м заввишки та загальним прольотом сонячних батарей 8,5 м. Потужність, доступна науковим інструментам, становила приблизно 400 Вт.

## Запуск та орбіта

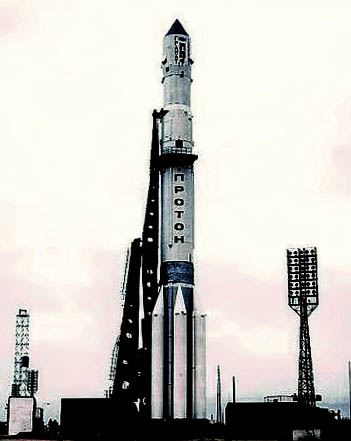
Ракета-носій «Протон» з «Гранатом».

Космічний корабель був запущений 1 грудня 1989 року на борту "Протона-К" з космодрому Байконур у Казахській РСР . Він був розміщений на дуже ексцентричній 98-годинній орбіті з початковим апогеєм 202 480 км та перигеєм1760 км та кутом нахилу 51,9 град.  Це означало, що сонячні та місячні збурення значно збільшать нахил орбіти, одночасно зменшуючи її ексцентриситет, так що орбіта стала майже круглою до того часу, коли Гранат завершив свої спрямовані спостереження у вересні 1994 року. 
(До 1991 року перигей збільшився до 20 000 км; до вересня 1994 року апогей і перигей становили 59 025 км / 144 550 км відповідно під кутом нахилу 86,7 градусів)
Три дні з чотириденного обертання навколо орбіти були присвячені спостереженням. Після більш ніж дев'яти років на орбіті обсерваторія нарешті знову увійшла в атмосферу Землі 25 травня 1999 року.
| Date             | Perigee (km) | Apogee (km) | Arg.perigee (deg) | Inc. (deg) | Long.asc.node (deg) |
| ---------------- | ------------ | ----------- | ----------------- | ---------- | ------------------- |
| December 1, 1989 | 1760         | 202 480     | 285               | 51.9       | 20.0                |
| December 1, 1991 | 23 893       | 179 376     | 311.9             | 82.6       | 320.3               |
| December 1, 1994 | 58 959       | 144 214     | 343.0             | 86.5       | 306.9               |
| December 1, 1996 | 42 088,8     | 160 888     | 9.6               | 93.4       | 302.2               |

## Прилади

### СІГМА

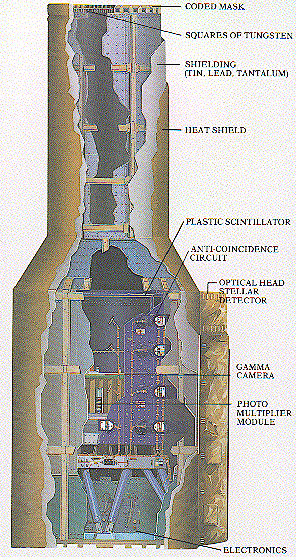
Прилад SIGMA

Жорсткий рентгенівський і низькоенергетичний гамма- телескоп СІГМА був створений у співпраці між CESR (Тулуза) і CEA (Сакле). Він охоплював енергетичний діапазон 35–1300 кеВ,   з ефективною площею 800 см 2 і максимальним полем зору чутливістю ~5°×5°. Максимальна кутова роздільна здатність становила 15 аркмінут.  Енергетична роздільна здатність була 8% при 511 кеВ.  Його можливості отримання зображень отримані завдяки поєднанню закодованої маски та чутливого до положення детектора, який було розробленого на основі принципу камери Ангера. 

### АРТ-П

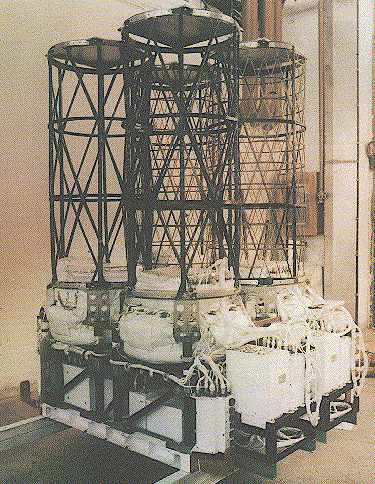
АРТ-П

За рентгенівський телескоп АРТ-П відповідав ІКІ в Москві . Прилад охоплював діапазон енергій від 4 до 60 кев для візуалізації та від 4 до 100 кев для спектроскопії та синхронізації. Було чотири ідентичні модулі телескопа ART-P, кожен з яких складався з позиційно-чутливого багатодротового пропорційного лічильника (MWPC) разом із маскою з кодуванням URA. Кожен модуль мав ефективну площу приблизно 600 см 2, створюючи поле зору 1,8° на 1,8°. Кутова роздільна здатність становила 5 кутових хвилин ; тимчасова та енергетична роздільна здатність становила 3,9 мс і 22% на 6 кеВ відповідно.  Прилад досяг чутливості 0,001 від джерела Крабовидної туманності (= 1 «мКраб») за восьмигодинну експозицію. Максимальна роздільна здатність за часом була 4 РС. 

### АРТ-С
Рентгенівський спектрометр ART-S, також створений IKI, охоплював діапазон енергії від 3 до 100 кеВ. Його поле зору становило 2° на 2°. Прилад складався з чотирьох детекторів на основі спектроскопічних MWPC, що створювало ефективну площу 2400 см 2 на 10 кеВ і 800 см 2 при 100 кеВ. Роздільна здатність за часом становила 200 мікросекунд . 

### ФЕБУС
Експеримент ФЕБУС був розроблений CESR (Тулуза) для реєстрації перехідних подій високої енергії в діапазоні 100 кеВ до 100 МеВ. Він складався з двох незалежних детекторів і відповідної електроніки . Кожен детектор складався з кристала 78 германату вісмуту (BGO). мм в діаметрі на 120 мм товщиною, оточений пластиковою оболонкою проти збігу. Два детектори були розташовані на космічному кораблі так, щоб спостерігати 4 π стерадіани . Пакетний режим спрацьовував коли 0,1 до 1,5 МеВ діапазон енергій перевищив фоновий рівень на 8 сигма за 0,25 або 1,0 секунди. Всього було 116 енергетичних каналів. 

### ВОЧ
Починаючи з січня 1990 року, чотири інструменти WATCH, розроблені Датським інститутом космічних досліджень, працювали в обсерваторії Гранат. Прилади могли локалізувати яскраві джерела в діапазоні від 6 до 180 діапазон кеВ з точністю до 0,5° за допомогою коліматора модуляції обертання. Разом три поля зору приладів покривали приблизно 75% неба. Енергетична роздільна здатність становила 30% FWHM при 60 кеВ. У спокійні періоди рахуйте швидкості в двох діапазонах енергії (від 6 до 15 і від 15 до 180 кеВ) накопичувалися протягом 4, 8 або 16 секунд, залежно від наявності пам’яті бортового комп’ютера. Під час спалаху або тимчасової події швидкості рахунку накопичувалися з роздільною здатністю 1 секунда на 36 енергетичних каналів. 

### КОНУС-Б
Прилад КОНУС-Б, розроблений Фізико-технічним інститутом імені Іоффе в Санкт-Петербурзі, складався з семи детекторів, розташованих навколо космічного корабля, які реагували на фотони енергією від 10 кеВ до 8 МеВ. Вони (детектори) складалися зі сцинтиляторних кристалів NaI (Tl) 200 мм в діаметрі на 50 мм товщиною розташованими за вхідним вікном із Берилію. Бічні поверхні були захищені 5 мм шаром свинцю. Поріг виявлення вибуху становив від 500 до 50 мікроджоулів на квадратний метр (5 × 10-7 до 5 ×10 -8 ерг/см 2 ), залежно від спектру спалаху та часу наростання . Спектри були отримані в двох 31-канальних аналізаторах висоти імпульсу (PHA), з яких перші вісім були виміряні з 1/16 с часовою роздільною здатністю, а решта зі змінною часовою роздільною здатністю залежно від швидкості рахунку. Діапазон роздільної здатності охоплював від 0,25 до 8 с.
Прилад КОНУС-Б діяв з 11 грудня 1989 року по 20 лютого 1990 року. Протягом цього періоду час «увімкнення» для експерименту становив 27 днів. Було виявлено близько 60 сонячних спалахів і 19 спалахів космічного гамма-випромінювання. 

### ТУРНЕЗОЛ
Французький прилад TOURNESOL складався з чотирьох пропорційних лічильників і двох оптичних детекторів . Пропорційні лічильники виявили фотони між 2 кеВ і 20 МеВ у полі зору 6° на 6°. Видимі детектори мали поле зору 5° на 5°. Прилад був розроблений для пошуку оптичних аналогів джерел спалахів високої енергії, а також для виконання спектрального аналізу подій високої енергії. 

## Результати
Протягом перших чотирьох років спрямованих спостережень Гранат спостерігав за багатьма галактичними та позагалактичними джерелами рентгенівського випромінювання з наголосом на глибоких зображеннях і спектроскопії Центру Галактики, широкосмугових спостереженнях кандидатів у чорні діри та нових рентгенівських зірок . Після 1994 року обсерваторія була переведена в режим огляду і проводила чутливу зйомку всього неба з 40 до 200 кеВ енергією.
Деякі з основних моментів включали:
- Дуже глибоке зображення (тривалістю понад 5 мільйонів секунд) регіону Центру Галактики. [9]
- Відкриття електроно - позитронних ліній анігіляції галактичного мікроквазара 1E1740-294 і рентгенівського випромінювання Nova Muscae . [10]
- Дослідження спектрів і часової мінливості кандидатів у чорні діри. [10]
- За вісім років спостережень Гранат виявив близько двадцяти нових джерел рентгенівського випромінювання, тобто потенційних чорних дір і нейтронних зірок . Отже, їх позначення починаються з «GRS», що означає «джерело GRANAT». [8]  Прикладами є GRS 1915+105 (перший мікроквазар, відкритий у нашій галактиці ) і GRS 1124-683 .  [6]

## Наслідки розпаду Радянського Союзу
Після розпаду Радянського Союзу перед проектом виникли дві проблеми. Перша мала геополітичний характер: головний центр управління космічними кораблями знаходився на базі Євпаторії в Криму . Цей центр управління мав важливе значення в радянській космічній програмі, будучи одним із двох у країні, оснащених 70 м тарілковою антеною . З розпадом Союзу Кримський регіон опинився у складі нової незалежної України, а центр потрапив під український національний контроль, що спричинило нові політичні перешкоди. 
Однак головною і найнагальнішою проблемою було знайти кошти для підтримки продовження роботи космічного корабля в умовах кризи витрат у пострадянській Росії. Французьке космічне агентство, вже зробивши значний внесок у проект (як науковий, так і фінансовий), взяло на себе пряме фінансування поточних операцій. 

## Дивитись також
- Астрон, попередня космічна обсерваторія на базі космічного корабля Венера .
- Спектр-РГ

## Додаткові джерела
- Вікісховище має мультимедійні дані за темою: Гранат (телескоп)
- Вікісховище має мультимедійні дані за темою: Гранат (телескоп)
- Official GRANAT Observatory homepages: English Russian
- NASA's HEASARC – Observatories – Granat
- Encyclopedia Astronautica: On This Day
- Global Telescope Network: Granat
- Gunter's Space Page: Granat (Astron 2)